# Дмоховська Анна Михайлівна
Дмоховська Анна Михайлівна (1892, Москва — †  1955, Москва) — російська акторка. Заслужена артистка Росії (1938).

## Життєпис
З 1914  і до 1954 роки була акткою МХАТу. За роль Палагі Федорівни у фільмі «Багата наречена» (1937) нагороджена Орденом «Знак Пошани» (1938). Нагороджена орденом Трудового Червоного Прапора (1948).
Виховувала свого осиротілого племінника (сина сестри, засудженої в період сталінських репресій на 25 років таборів) — Олександра Георгійовича Дмоховського, який став відомим поетом-піснярем (1937—1986).
Похована на Новодівичому кладовищі.